# Apokopé
Az apokopé (< görög ἀποκοπή apokopé < apo- ’el-’ + koptó ’vág’) eredetileg a retorikához tartozó terminus, de a nyelvészet is átvette. A retorikában a hangalakzatok közé tartozik, közelebbről a detrakció típusú metaplazmusok közé. A hangtan nézetében a terminus a hangváltozások egyikét nevezi meg, mégpedig szóvégi szegmens elhagyását. Szó lehet beszédhangról vagy hangok csoportjáról. A szóalkotás szempontjából az apokopé a szórövidülés módjainak egyike az aferézis (szó elejének az elhagyása) és a szinkópa (szó belsejéből való szegmens elhagyása) mellett.

## Apokopé a szavak fejlődésében
Az apokopé egyike azoknak a jelenségeknek, amelyekkel megmagyarázható a szó jelenlegi alakja, annak a szónak az alakjához viszonyítva, amelyikből származik. Íme példák néhány nyelvben.
Az angol igék fejlődésében apokopék sorozata ment végbe. Például a protogermán *beranan lerövidült az óangolban a beran alakra, amelyből a mai angolban bear ’hord, visel’ lett.
A legtöbb olasz nyelvjárásban a főnévi igenév alakja a latin alak utolsó szótagjának elhagyásával keletkezett, pl. cantare > cantà ’énekelni’. A román nyelvben is ez történt, és sztenderd alakról van szó: cantare > cânta ’énekelni’, dormire > dormi ’aludni’.
A sztenderd olasz bontà ’jóság’ vagy virtù ’erény’ szavak a középkorban még meglévő bontade vagy bontate, illetve virtude vagy virtute szavak utolsó szótagjának elhagyásával jöttek létre.

## Apokopé a szóalkotásban
Az elvonás is az apokopé egyik fajtájának tekinthető. Ezzel valós vagy vélt képző elhagyásával keletkeztek szavak. A magyar nyelvben például a hangutánzó-hangfestő igék végének elhagyásával keletkeztek főnevek, mint a füttyent igéből a fütty. Jövevényszavakat is érintett ez a jelenség. Szláv jövevény igék beillesztése után ezek végének elhagyása is eredményezett főneveket, pl. kopati ’ásni’ > kapál > kapa.
A nyelvújítás korában tudatosan alkottak így szavakat. Ilyen például a magyar piros szóból alkotott pír vagy a jövevény címer (< francia cimier ’sisakdísz’) szóból kreált cím.
Képző elhagyásával való szóalkotás a francia nyelvben is van, például főnévé főnévi igenévből: attaquer ’támadni’ > attaque ’támadás’.
A románból sem hiányzik ez a módszer. A franciával analóg módon keletkeztek így főnevek főnévi igenévből (pl. auzi ’hallani’ > auz ’hallás’), vagy gyümölcs nevének nőnemű alakjának alanyeset egyes számú ragjának elvonásával az illető fa neve, pl. nucă ’dió’ > nuc ’diófa’.

## Apokopé és a beszéd gördülékenysége
Azzal a céllal, hogy a beszéd minél gördülékenyebb legyen, esetleg gyorsabb tempójú, a beszélő olykor szavakat rövidít le apokopé útján. E tekintetben két aspektus veendő figyelembe: autonóm szavak lerövidítése és simulószóké.

### Autonóm szavak
Egyes lexikai jelentésű szavak úgy rövidülnek le, hogy az eredményezett szó nem kötődik szomszédos szóhoz, hanem autonóm marad prozódiai szempontból, azaz hangsúlyos szótaggal rendelkezik. Az alapszó többé-kevésbé veszít használatának mértékéből, esetleg a változatok eloszlása nyelvi regiszterek szerinti lesz.
A magyarban van sztenderd, illetve nem sztenderd apokopé. Az előbbi pl. a hisz kötőszó (< hiszen) esete, az utóbbi pl. a bá (< bácsi) szóé, amely a népi regiszterhez tartozik. Fesztelen regiszteri példák a tulaj < tulajdonos, labor < laboratórium, irtó < irtózatos szavak. Előfordul apokopé a költői nyelvben is, olykor azért, hogy kijöjjön a verssorban a szótagok szükséges száma, de ez sem sztenderd, pl. Költő hazudj, de rajt’ ne fogjanak… (Arany János: Vojtina ars poeticája); Most, igazán most kell magadér’ kitenned (Arany: Stanzák „Mátyás dalünnepe” eposzi kísérletből).
A franciában apokopé útján keletkeztek például a métro ’metró’ (< métropolitain) és a cinéma ’mozi’ (< cinématographe) szavak a fesztelen nyelvi regiszterben, majd bejutottak a szokásos regiszterbe. Egyes más nyelvek átvették ezeket a szavakat, például a magyar is az elsőt. Egy másik apokopé útján keletkezett francia szó, az auto < automobile, mára már elavult, de átvették más nyelvek, amelyekben aktuális: német Auto, magyar autó, olasz auto, horvát auto.
A románban ilyen jellegű apokopé nem sztenderd nyelvváltozatokban található. A máramarosi nyelvjárásban lerövidítik a hangsúlyos szótagig a személynevek megszólító esetű alakját (pl. mătu! < mătușă ’néni’), valamint az ige kijelentő és kötőmód jelen idejű alakjábol elhagyják azt a szuffixumot, amely a sztenderdben egyes igéknek megvan a hangsúlyos szótag után, pl. grăie ~ grăiește ’beszél’, să grăie ~ să grăiască ’beszéljen’. A fesztelen regiszterre korlátozott apokopé is van, pl. las’ să fie ’hadd legyen’ (< lasă), Un’ te duci? ’Hová mész?’ (< unde), făr’ să-mi spui ’anélkül, hogy szólnál nekem’ (< fără), pân’ la tine ’hozzádig’ (< până).
Olyan szavak is vannak a román fesztelen regiszterben és a népiben, amelyek lerövidülnek, megtartják a hangsúlyukat, és többnyire hangsúlytalan utánuk levő szóhoz kötődnek, egyetlen prozódiai szót alkotva, pl. ta-tu < tată-tău ’apád’, sor-ta < soră-ta ’nővéred’. Olyan eset is van, amelyben mindkét szó hangsúlyos: Iac-așa! < Iacă așa! ’Így ni!’
Az olaszban hasonlók az előbbi példához olyan szókapcsolatok, mint sant’Antonio ’Szent Antal’ (< santo) vagy sant’Agata ’Szent Ágota’ (< santa).
Olyan nyelvekben, amelyek helyesírása túlnyomóan a hagyományörzés elvét követi, van olyan apokopé, amelyet nem tükröz az írás.
Az angolban, például, nem ejtenek ki egyes autonóm szavakban olyan szóvégi hangokat, amelyek megvoltak a beszédben a nyelv régebbi időszakaiban, és csak az írás tükrözi őket. Lehet szó magánhangzóról (pl. come [kʌm] ’jön’) vagy mássalhangzóról: comb [kəʊm] ’fésű’.
Ugyanaz a jelenség megvan a franciában is. A sztenderd szerint a legtöbb esetben nem ejtendő ki az [ə], amelynek az e betű felel meg (pl. une table en bois [yntablɑ̃bwa] ’egy faasztal’), de a dél-franciaországi nyelvváltozatban kiejtik: Elle m’a dit qu’elle viendrait le lendemain à sept heures [ɛləmadikɛləvjɛndʁeləlandəmɛŋasɛtœʁə] ’(A nő) azt mondta, hogy el fog jönni másnap hét órakor’. Minél távolabb van a nyelvhasználat a választékos nyelvi regisztertől, annál gyakoribb ez az apokopé, ami Észak-Franciaországra érvényes, pl. Je trouve que ce livre est pas mal [ʃtʁuvkslivʁepamal] ’Úgy találom, hogy nem rossz ez a könyv’.
Ebben a nyelvben rendszeresebben, mint az angolban, az esetek többségében hagyják el a szóvégi írott mássalhangzókat, és egyes mássalhangzó-csoportokat is, pl. nez [ne] ’orr’, tabouret [taburɛ] ’hokedli’, corps [kɔːr] ’test’, longtemps [lɔ̃tɑ̃] ’sokáig’. Nem ejtenek ki személyragokat és ilyen ragok részeit sem, amelyeket egy, kettő vagy három betű ír le, pl. je pense ’gondolkodom’, tu penses ’gondolkodsz’, ils/elles pensent ’gondolkodnak’: mindhárom igealak kiejtése [pɑ̃s].

### Autonómia nélküli szavak
Kombinatorikus fonetikai jelenségként is van apokopé, amely abban áll, hogy egyes szavakat úgy kezelnek, mintha a szomszédos szó részei lennének. Hangsúlytalan simulószókat érint az ilyen apokopé.
Vannak ilyen szavak például a gyors angol beszédben. Vég-mássalhangzójukat nem ejtik ki, de az írás tükrözi. Gyakran használt, esetleg állandósult szókapcsolatokban vannak ilyen szavak, pl. and [ən] a snakes and ladders ’kígyók és létrák’ (társasjáték neve), vagy of [ə] az a cup of tea ’egy csésze tea’ szókapcsolatokban. Más helyzetekben azonban ezeket a szavakat a vég-mássalhangzójukkal együtt ejtik ki.
Egyes nyelvekben magánhangzóra végződő simulószók kötődnek így ugyancsak magánhangzóval kezdődő szavakhoz, a hangűr kiiktatása céljából úgy, hogy a simulószó végéről elhagyják a magánhangzót. Ez a fajta apokopé rendszeres és nagyon gyakori a franciában. E nyelv nyelvészetében az élision ’elízió’ terminust használják rá. Ez is lehet sztenderd vagy nem sztenderd, a sztenderdben pedig kötelező vagy fakultatív. Írásban nyelvtől függően aposztróffal vagy kötőjellel jelzik.
A franciában kötelező ez a fajta apokopé az e-re végződő simulószók esetében: határozott névelő (l’ami ’a barát’ < le), hangsúlytalan személyes névmás (on t’attendra ’meg fognak várni téged’ < te), hangsúlytalan visszaható névmás (elle s’énerve ’idegeskedik’ < se), tagadószó (il n’a rien dit ’nem mondott semmit’ < ne) stb. Kivetik az a-t is a la határozott névelőből és személyes névmásból (l’Europe ’Európa’), valamint az i-t a si kötőszóból, a hímnemű il ’ő’ és ils ’ők’ névmások előtt: s’il fait beau ’ha szép idő van’. Nem sztenderd hangkivetés is van, pl. a tu személyes névmásból (t’as dit < tu as dit ’(te) mondtál’) vagy a qui vonatkozó névmásból: celui qu’a dit ça < celui qui a dit ça ’az, aki ezt mondta’.
A románban is van ilyen hangkivetés, mindig sztenderd, de ritkább és kevésbé rendszeres, mint a franciában. Kötelező egyes hangsúlytalan személyes és visszaható névmások esetében, de csak amikor az avea ’birtokolni’ segédigével találkoznak, pl. m-am străduit ’igyekeztem’ (< mă), s-au înțeles ’megértették egymást’ (< se). Nem kötelező azonban pl. a că kötőszó esetében. Gyors beszédben megvan (pl. A zis c-a terminat lucrarea ’Azt mondta, hogy befejezte a dolgozatot’), de tagoltabban nincs meg: A zis că a terminat…

## Apokopé érintette szegmensek
Apokopé útján elhagyható egyetlen beszédhang, magán- vagy mássalhangzó, valamint szótagot vagy nem szótagot képező hangcsoport, de még egynél több szótag is.
Hangsúlytalan magánhangzó:
(angolul) (ic) singe (óangol) > (I) sing (mai angol) ’énekelek’;
(franciául) j’aime ’szeretek’ (< je);
(olaszul) sant’Antonio ’Szent Antal’ (< santo);;
(románul) m-am străduit ’igyekeztem’ < mă.
Mássalhangzó:
(magyarul) kapál > kapa;
(franciául) nid [ni] ’fészek’;
(angolul) comb [kəʊm] ’fésű’.
Beszédhangok csoportja:
(magyarul) hiszen > hisz (szótag része);
(franciául) métropolitain > métro ’metró’ (három szótag), ils/elles pensent [pɑ̃s] ’gondolkodnak’ (szótag részét képező rag);
(olaszul) bontade > bontà ’jóság’ (egy szótag);
(románul) Unde te duci? > Un’ te duci? ’Hová mész?’ (egy szótag).